# David Morrissey
David Mark Morrissey (ur. 21 czerwca 1964 w Liverpoolu) – angielski aktor, reżyser i scenarzysta.

## Życiorys

### Wczesne lata
Urodził się w dzielnicy Liverpoolu – Everton jako najmłodszy z czworga dzieci Joan i Joe Morrisseyów. Jego ojciec był szewcem, podczas gdy jego matka pracowała dla firmy zajmującej się handlem detalicznym i zakładami piłkarskimi Littlewoods. Miał dwóch starszych braci – Tony’ego i Paula oraz starszą siostrę Karen. Dorastał w Knotty Ash.
Po raz pierwszy zainteresował się kinem po obejrzeniu filmu Kes. Następnie stał się niezwykle entuzjastycznie nastawiony do oglądania filmów, telewizji i musicali. W wieku 11 lat wystąpił jako Strach na Wróble w szkolnym przedstawieniu Czarnoksiężnik z Krainy Oz. Jego ojciec zmarł, gdy miał 15 lat. Rok później ukończył katolicką szkołę średnią dla chłopców De La Salle Academy w Liverpoolu i mając 16 lat rozpoczął pracę w teatrze w Wolverhampton, gdzie do jego obowiązków należało kierowanie scenografią i kostiumami.

### Kariera
W liceum związał się z Everyman Youth Theatre, gdzie zadebiutował na scenie w spektaklu Fighting Chance u boku Iana Harta i Cathy Tyson. W wieku 19 lat, on i Hart zostali obsadzeni w serialu Channel 4 Jedno lato (One Summer, 1983) o dwóch nastoletnich uciekinierach z Liverpoolu, który przyniósł im uznanie w całym kraju.
Studiował w Royal Academy of Dramatic Art (RADA), a następnie występował w Royal Shakespeare Company i Teatrze Narodowym. W dramacie kryminalnym Petera Greenawaya Wyliczanka (Drowning by Numbers, 1988) wystąpił jako Bellamy, niefortunna ofiara małżeństwa.
W 1996 zadebiutował jako scenarzysta filmu krótkometrażowego The Barber Shop, a dwa lata potem wyreżyserował krótkometrażowy dramat A Secret Audience. Założył własną firmę producencką Tubedale Films, która koprodukowała m.in. nagrodzony komediodramat Patrice’a Leconte’a L’homme du train (2002) z udziałem Jeana Rocheforta i Johnny’ego Hallydaya. W dramacie telewizyjnym Stephena Frearsa The Deal (2003) zagrał ministra skarbu, Gordona Browna.
Wzbudził sensację swoją decyzją, kiedy zagrał postać zatrudnionego przez Scotland Yard psychiatry, dr. Michaela Glassa, który pada ofiarą intryg pisarki i niebezpiecznej uwodzicielki w kontynuacji dreszczoca erotycznego Nagi instynkt 2 (2006) z Sharon Stone. Jest jedną z ważniejszych postaci w serialu Żywe trupy, w którym w 3. sezonie zagrał „Gubernatora” – psychopatycznego i despotycznego przywódcę miasteczka Woodbury w postapokaliptycznym świecie.

## Życie prywatne
W 1993 poznał Esther Freud, powieściopisarkę, prawnuczkę sławnego twórcy psychoanalizy, Zygmunta Freuda i córkę brytyjskiego artysty malarza, Luciana Freuda. Po ponad 13 lat znajomości, wzięli ślub 12 sierpnia 2006 podczas ceremonii na molo w Southwold. Mają dwóch synów – Albiego (ur. 1995) i Gene’a (ur. 2004) oraz córkę Annę (ur. 1998). Morrissey i Freud rozstali się w 2020.
Jest kibicem Liverpoolu F.C.

## Filmografia
- One Summer (1983) jako Billy Rizley – serial
- Wyliczanka (Drowning by Numbers, 1988) jako Bellamy
- The Widowmaker (1990) jako Bob
- The Storyteller: Greek Myths (1990) jako Tezeusz – serial
- Robin Hood (1991) jako Mały John
- Umrzeć to za mało (Framed, 1992) jako Lawrence Jackson – serial
- Between the Lines (1992–1994) jako inspektor Dilke (gościnnie) – serial
- Screen One: Black and Blue (1992) jako DC Norman Mills – serial
- Kraina wód (Waterland, 1992) jako Dick Crick
- The Knock (1994) jako Gerry Birch – serial
- Devil’s Advocate (1995) jako Matthew Salt
- The One That Got Away (1996) jako sierżant Andy „Mac” McNab
- Into the Fire (1996) jako Ride – serial
- Holding On (1997) jako Shaun Southerns – serial
- Niebezpieczny związek (Screen One: Big Cat, 1998) jako Leo – serial
- The Commissioner (1998) jako Murray Lomax
- Hilary i Jackie (Hilary and Jackie, 1998) jako Kiffer
- Nasz wspólny przyjaciel (Our Mutual Friend, 1998) jako Bradley Headstone – serial
- Chłopak na gwałt poszukiwany (Fanny and Elvis, 1998) jako Rob
- Klub samobójców (The Suicide Club, 2000) jako Henry Joyce
- Głosy (Some Voices, 2000) jako Pete
- Urodzeni romantycy (Born Romantic, 2000) jako Fergus
- Kapitan Corelli (Captain Corelli’s Mandolin, 2001) jako kapitan Gunther Weber
- Spyhole (2002) jako Bill Miller
- Murder (2002) jako Dave Dewston – serial
- Bez nadzoru (Out of Control, 2002) jako Mike
- Rozgrywki (State of Play, 2003) jako Stephen Collins – serial
- Maleńkie życie (This Little Life, 2003) jako Richie MacGregor
- The Deal (2003) jako Gordon Brown
- Blackpool (2004) jako Ripley Holden – serial
- Wykolejony (Derailed, 2005) jako Sam Griffin
- Stoned (2005) jako Tom Keylock
- Viva Blackpool (2006) jako Ripley Holden
- Nagi instynkt 2 (Basic Instinct 2, 2006) jako dr Andrew Glass
- Plaga (The Reaping, 2007) jako Doug Blackwell
- Koń wodny: Legenda głębin (The Water Horse: Legend of the Deep, 2007) jako kapitan Hamilton
- Cape Wrath (2007) jako Danny Brogan – serial
- Is There Anybody There? (2008) jako ojciec
- Rozważna i romantyczna (Sense and Sensibility, 2008) jako pułkownik Christopher Brandon – serial
- Kochanice króla (The Other Boleyn Girl, 2008) jako Thomas Howard, książę Norfolk
- John Lennon. Chłopak znikąd (Nowhere Boy, 2008) jako Bobby Dykins
- Doktor Who (2008) jako Jackson Lake – serial, odc. The Next Doctor
- U Be Dead (2009) jako dr Jan Falkowski
- Mrs Mandela (2010) jako major Theunis Swanepoel
- Centurion (2010) jako Bothos
- Żywe trupy (The Walking Dead, 2010) jako Philip Blake, „Gubernator” – serial
- Morderstwo w Orient Expressie (Murder on the Orient Express, 2010) jako pułkownik John Arbuthnot – serial Agatha Christie's Poirot
- Thorne (2010) jako inspektor Tom Thorne – serial
- Blitz (2011) jako Harold Dunlop
- Richard II (2012) jako Henry Percy, hrabia Northumberland
- Czas zapłaty (Welcome to the Punch, 2013) jako Thomas Geiger
- 7:39 (The 7.39, 2014) jako Carl Matthews
- The Driver (2014) jako Vince McKee – serial
- Extant: Przetrwanie (Extant, 2015) jako generał Tobias Shepherd – serial
- The Ones Below (2015) jako Jon
- The Singapore Grip (2020) jako Walter Blackett – serial